# Jeff Christie (Rennrodler)
Jeffrey Christie (* 2. Februar 1983 in Vancouver, British Columbia) ist ein kanadischer Rennrodler.
Jeff Christie ist seit 1995 Rennrodler. Seit 2000 gehört der Student dem kanadischen Nationalkader an und startete auch im Rennrodel-Weltcup. 2001 trat er in Calgary bei seinen ersten Weltmeisterschaften an, wo er 16. im Einsitzer und Elfter mit dem kanadischen Team wurde. Bei den Juniorenweltmeisterschaften 2002 wurde er Vierter, im Gesamtweltcup der Saison 2001/02 im Juniorenweltcup Zweiter. Bei den Rennrodel-Weltmeisterschaften 2003 in Sigulda startete er zum zweiten Mal bei einer WM. Im Einzel wurde er dieses Mal 19., mit dem Team Achter. Etwas  besser war der Auftritt bei der WM 2004 in Nagano. Hier wurde er wie bei seiner ersten WM-Teilnahme 16., mit der Mannschaft erreichte er den siebten Rang.
Eine erneute Verbesserung brachten die Weltmeisterschaften 2005. In Park City belegte er den Zwölften Platz im Einzel und den sechsten Platz mit dem Team. Die Olympischen Spiele 2006 beendete er als 14. im Einzelwettbewerb. Mehrfach konnte er sich im Weltcup der Einsitzer unter den besten Zehn platzieren, im Gesamtweltcup erreichte er jedoch als beste Platzierung den 13. Rang im Rennrodel-Weltcup 2006/07. Mit dem Team erreichte er mehrfach Platzierungen auf dem Podium, beste Platzierung war der zweite Platz mit Regan Lauscher sowie Chris Moffat und Mike Moffat im heimischen Calgary im Dezember 2006. Bei den Olympischen Spielen 2010 wurde er erneut 14. im Einzel.